# Telluropalladinite
La telluropalladinite è un minerale.